# Izomeráza
Isomerasa nebo též isomeráza je enzym katalyzující chemické reakce, při nichž dochází k vnitřním přechodům uvnitř molekul.
Celkové chemické složení reagujících látek – jejich sumární vzorec – se při tom nemění. Izomeráza katalyzuje reakce typu:
A → B
Izomeráza tedy katalyzuje vzájemné přeměny izomerů.